# Braya alpina
Braya alpina är en korsblommig växtart som beskrevs av Kaspar Maria von Sternberg och David Heinrich Hoppe. Braya alpina ingår i släktet fjällkrassingar, och familjen korsblommiga växter. Inga underarter finns listade i Catalogue of Life.